# NGC 7427
NGC 7427 (другие обозначения — PGC 70091, MCG 1-58-16, MK 521, ZWG 405.18, NPM1G +08.0539) — линзообразная галактика (S0) в созвездии Пегас.
Этот объект входит в число перечисленных в оригинальной редакции «Нового общего каталога».